# 陳曶
陳 曶（ちん こつ、生没年不詳）は、中国三国時代の蜀漢の将軍。

## 事績
章武2年12月（223年1月頃）、蜀漢の皇帝である劉備が危篤に陥った状況下で、漢嘉太守の黄元が反乱を起こした。
章武3年（223年）3月には、黄元は臨邛県を攻撃し、その城を焼き払った。益州治中従事の楊洪は、皇太子の劉禅に対し、黄元の討伐を要請。許可を得た陳曶と鄭綽が親衛隊を率いて出撃し、黄元を撃ち破った。その後も楊洪の言に従い、南安峡の入口を遮断。呉への逃走を図る黄元を捕虜とした。